# Wełestowo
Wełestowo lub Velestovo (maced. Велестово) – wieś w południowo-zachodniej Macedonii Północnej, w gminie Ochryda.
Osada liczy 137 mieszkańców (2002).